# Los perros
Los perros (també coneguda com a Mariana a Europa) és una pel·lícula xilena de producció internacional de 2017. És el segon llargmetratge de la directora xilena Marcela Said, i amb un guió escrit per ella mateixa. Va ser estrenada al maig 2017 en la Setmana de la Crítica del Festival de Canes, i posteriorment presentada amb èxit en diversos festivals internacionals, incloent el Festival de Sant Sebastià, on va obtenir el Primer Premi en la secció Horitzons Llatins. El director lliurament aquí una reflexió moral sobre una classe acomodada que, ja sigui per acció o omissió va ser còmplice i beneficiària de la dictadura a Xile i fins al moment encara guarda un confortable silenci sobre les seves culpes. La història és parcialment autobiogràfica, ja que el personatge de l'antic coronel, culpable en violacions als drets humans, va ser en la vida real un instructor d'equitació de Said, la directora, en els precisos moments en què esperava la seva condemna. Un tema de responsabilitats que ja va ser usat anteriorment en el seu documental El Mocito (2011). La pel·lícula va ser estrenada comercialment a França sota el títol de Mariana el 13 de desembre de 2017 i a Xile amb el seu nom original el 15 de març de 2018. El 12 de setembre de 2018 va ser seleccionada per representar Xile en la XXXIII edició dels Premis Goya.

## Argument
Mariana viu còmodament, envoltada del seu espòs, el seu pare, i els seus coneguts. Tots ells pertanyents a una alta i adinerada classe social xilena. Acostumada al domini patern, ella se sotmet al jou masclista i patriarcal, rebent injeccions per quedar embarassada, i així perpetuar el llinatge. Però el seu interès, després el seu desig per un excoronel convertit ara en el seu mestre d'equitació i molt més gran que ella, de sobte regira brutícies que al seu seguici li agradaria conservar sota la catifa. A poc a poc, encara que sense molta convicció, Mariana anirà descobrint el rol que el seu entorn va jugar en la passada dictadura xilena, i la relació ambigua i mòrbida amb el seu mestre revelarà la cara d'una societat que ha sabut conviure amb els horrors d'aquest passat, sense qüestionar-se ni voler buscar algun tipus d'enjudiciament que alteri la tranquil·litat i l'estatus amb què aquesta mateixa dictadura els ha beneficiat.

## Repartiment
- Antonia Zegers, Mariana
- Alfredo Castro, Juan, un excoronel
- Alejandro Sieveking, Francisco, pare de Mariana
- Rafael Spregelburd, Pedro, espòs de Mariana
- Elvis Fuentes, un policia

## Premis i nominacions
| Llista de premis i nominacions | Llista de premis i nominacions                                   | Llista de premis i nominacions     | Llista de premis i nominacions | Llista de premis i nominacions | Llista de premis i nominacions |
| Any                            | Premi                                                            | Categoria                          | Receptor                       | Resultat                       | Ref(s)                         |
| ------------------------------ | ---------------------------------------------------------------- | ---------------------------------- | ------------------------------ | ------------------------------ | ------------------------------ |
| 2017                           | Festival de Canes                                                | Gran Premi Setmana de la Crítica   | Los perros                     | Nominada                       | [ 8 ]                          |
| 2017                           | Festival de Cinema de Múnic                                      | Menció d'honor Cinevision Award    | Los perros                     | Guanyadora                     | [ 9 ]                          |
| 2017                           | Festival de Cinema de Milà                                       | Millor llargometratge              | Los perros                     | Nominada                       | [ 10 ]                         |
| 2017                           | Festival Internacional de Cinema de Sant Sebastià                | Primer Premi Horitzons Llatins     | Los perros                     | Guanyadora                     | [ 11 ]                         |
| 2017                           | Festival de Cinema Llatinoamericà de Biarritz                    | Premi del Jurat                    | Los perros                     | Guanyadora                     | [ 12 ]                         |
| 2017                           | Festival Internacional de Cinema de Chicago                      | Premi nous directors               | Marcela Said                   | Nominada                       | [ 13 ]                         |
| 2017                           | Festival Internacional de Cinema d'Estocolm                      | Millor Pel·lícula                  | Los perros                     | Nominada                       | [ 14 ]                         |
| 2017                           | Festival Internacional de Cinema d'Estocolm                      | Millor Actriu                      | Antonia Zegers                 | Guanyadora                     | [ 14 ]                         |
| 2017                           | Festival Internacional de Cinema de Calcuta                      | Millor Pel·lícula                  | Los perros                     | Guanyadora                     | [ 15 ]                         |
| 2017                           | Festival Internacional de Cinema del Caire                       | Millor Pel·lícula                  | Los perros                     | Nominada                       | [ 16 ]                         |
| 2017                           | Festival Internacional de Cinema del Caire                       | Millor Guió                        | Marcela Said                   | Guanyadora                     | [ 16 ]                         |
| 2017                           | Premi Fénix                                                      | Millor Actriu                      | Antonia Zegers                 | Nominada                       | [ 17 ]                         |
| 2017                           | Festival Internacional del Nou Cinema Llatinoamericà de l'Havana | Premi de la Premsa Cinematogràfica | Los perros                     | Guanyadora                     | [ 18 ]                         |
| 2017                           | Festival Internacional de Cinema de Tarragona                    | Millor Pel·lícula/Opera prima      | Los perros                     | Guanyadora                     | [ 19 ]                         |
| 2018                           | Premis Cóndor de Plata                                           | Millor Pel·lícula Iberoamericana   | Los perros                     | Nominada                       | [ 20 ]                         |
| 2018                           | Premis Platino                                                   | Millor Actor                       | Alfredo Castro                 | Guanyador                      | [ 21 ]                         |
| 2018                           | Premis Platino                                                   | Millor Actriu                      | Antonia Zegers                 | Nominada                       | [ 22 ]                         |

## Crítica especialitzada
La pel·lícula ha rebut crítiques majoritàriament positives des de la seva estrena a Cannes.
El lloc web Rotten Tomatoes llança qualificacions positives en un 69% després d'avaluar 13 crítiques internacionals. Jessica Kiang a Variety Jessica Kiang en Variety valora a la directora Said fent referència a la temàtica de crítica social de la pel·lícula, als seus protagonistes, i a l'equip: 
| « | "Marcant no sols una summament segura i intrigant segon lliurament, sinó creant el seu propi nínxol oblic d'assassinat burgès, fredament tallat al mateix temps"........"En aquesta caracterització intricada, nihilista i minimalista, a Said l'ajuda immensament el seu elenc, en particular Zegers i Castro, reunits després de l'estupenda i no prou vista "El Club" de Pablo Larraín. Aquesta és una pel·lícula que viu en el lluent ònix de la mirada impermeable de Castro i el somriure vulpina que mai aconsegueix els ulls glacials de Zegers"....... "No obstant això lenta i esgarrifosa, la precisa direcció de Said, des de la fotografia suau i mat de George Lechaptois fins a la sintètica partitura al Hitchcock de Grégoire Auger, així com les actuacions esculpides en gel de Zegers i Castro, atreu l'atenció de tota manera.". | » |

No gaire entusiasta, Todd McCarthy en The Hollywood Reporter esmicola llargament el tema social i les motivacions dels seus personatges, però sobre la pel·lícula mateixa escriu: 
| « | "La directora fa avançar les coses a bon ritme, encara que la pel·lícula és estilísticament prosaica, i no deixa clar el per què els antics col·laboradors de Pinochet només ara estan sent acusats de càrrecs". | » |

A França, la pàgina informativa AlloCiné recopila una valoració positiva de 3,3 sobre 5 punts, en 17 crítiques per a Mariana (Los perros) en ressenyes franceses. Claudine Levanneur a aVoir-aLire li atorga 4 estrelles sobre 5: 
| « | "....Aquesta emancipació familiar i política li permet a Marcela Said dibuixar el retrat entranyable d'un personatge en el faci fallida, encarnada generosament per Antonia Zegers, al seu torn fràgil o insolent, commovedora o intrigant, que aixafa amb la seva imprevisible energia al seu company Alfredo Castro, i la capacitat del qual de passar sense problemes de l'ombra a la llum genera admiració......En l'elecció d'atribuir-li finalment al seu personatge principal un aspecte més servil que heroic, la directora compleix amb la missió que s'ha proposat: fer cinema no per a complaure, sinó per a reflexionar". | » |

L'Obs en la seva ressenya setmanal d'estrenes delimita: 
| « | "Pel·lícula estranya, on es qüestiona l'autoritat, la virilitat i la falta d'amor, i on cap personatge és digne de simpatia: tot és gelat, tot és lent. És necessari deixar-se portar per la direcció molt precisa i per la música de Grégoire Auger, perfectament d'acord. Per als quals estimen les Lliçons de Tenebres, belles i austeres". | » |

Per part seva, Maël Mubalegh a Critikat la qualifica negativament amb 2 estrelles sobre 5: 
| « | "La majoria de les vegades, Mariana s'acontenta amb desplegar els passatges obligatoris d'un escenari massa predictible on els esperats girs s'esvaeixen completament". | » |